# کوژتین
کوژتین (به صربی: Kožetin) یک منطقهٔ مسکونی در صربستان است که در الکساندراواک واقع شده‌است.